# Just a Flirt
Just a Flirt is de eerste single van de Nederlandse band Miss Montreal. De single was in week 44 3FM Megahit en kwam op 1 november 2008 binnen in de Nederlandse Top 40. De single kwam tot nummer 11.

## Tracklist
1. Just a Flirt (Radio Edit) (3:27)
2. Make Me Happy (2:46)

## Hitnotering

### Top 40
| "Just a Flirt" in de Nederlandse Top 40 binnen: 01-11-2008 | "Just a Flirt" in de Nederlandse Top 40 binnen: 01-11-2008 | "Just a Flirt" in de Nederlandse Top 40 binnen: 01-11-2008 | "Just a Flirt" in de Nederlandse Top 40 binnen: 01-11-2008 | "Just a Flirt" in de Nederlandse Top 40 binnen: 01-11-2008 | "Just a Flirt" in de Nederlandse Top 40 binnen: 01-11-2008 | "Just a Flirt" in de Nederlandse Top 40 binnen: 01-11-2008 | "Just a Flirt" in de Nederlandse Top 40 binnen: 01-11-2008 | "Just a Flirt" in de Nederlandse Top 40 binnen: 01-11-2008 | "Just a Flirt" in de Nederlandse Top 40 binnen: 01-11-2008 | "Just a Flirt" in de Nederlandse Top 40 binnen: 01-11-2008 | "Just a Flirt" in de Nederlandse Top 40 binnen: 01-11-2008 | "Just a Flirt" in de Nederlandse Top 40 binnen: 01-11-2008 |
| Week                                                       | 1                                                          | 2                                                          | 3                                                          | 4                                                          | 5                                                          | 6                                                          | 7                                                          | 8                                                          | 9                                                          | 10                                                         | 11                                                         |                                                            |
| ---------------------------------------------------------- | ---------------------------------------------------------- | ---------------------------------------------------------- | ---------------------------------------------------------- | ---------------------------------------------------------- | ---------------------------------------------------------- | ---------------------------------------------------------- | ---------------------------------------------------------- | ---------------------------------------------------------- | ---------------------------------------------------------- | ---------------------------------------------------------- | ---------------------------------------------------------- | ---------------------------------------------------------- |
| Positie                                                    | 35                                                         | 14                                                         | 12                                                         | 12                                                         | 11                                                         | 12                                                         | 20                                                         | 25                                                         | 27                                                         | 29                                                         | 38                                                         | uit                                                        |

### NPO Radio 2 Top 2000
| Nummer met noteringen in de NPO Radio 2 Top 2000 | '09  | '10  | '11  | '12  | '13  |
| ------------------------------------------------ | ---- | ---- | ---- | ---- | ---- |
| Just a Flirt                                     | 1689 | 1393 | 1638 | 1682 | 1899 |

1. ↑  Een vetgedrukt getal geeft de hoogste notering aan.
2. ↑  2009 was het eerste jaar met een notering voor dit nummer.
3. ↑  Deze tabel is bijgewerkt tot en met de laatste editie (2024).